# Pfarrkirche Sankt Johann ob Hohenburg

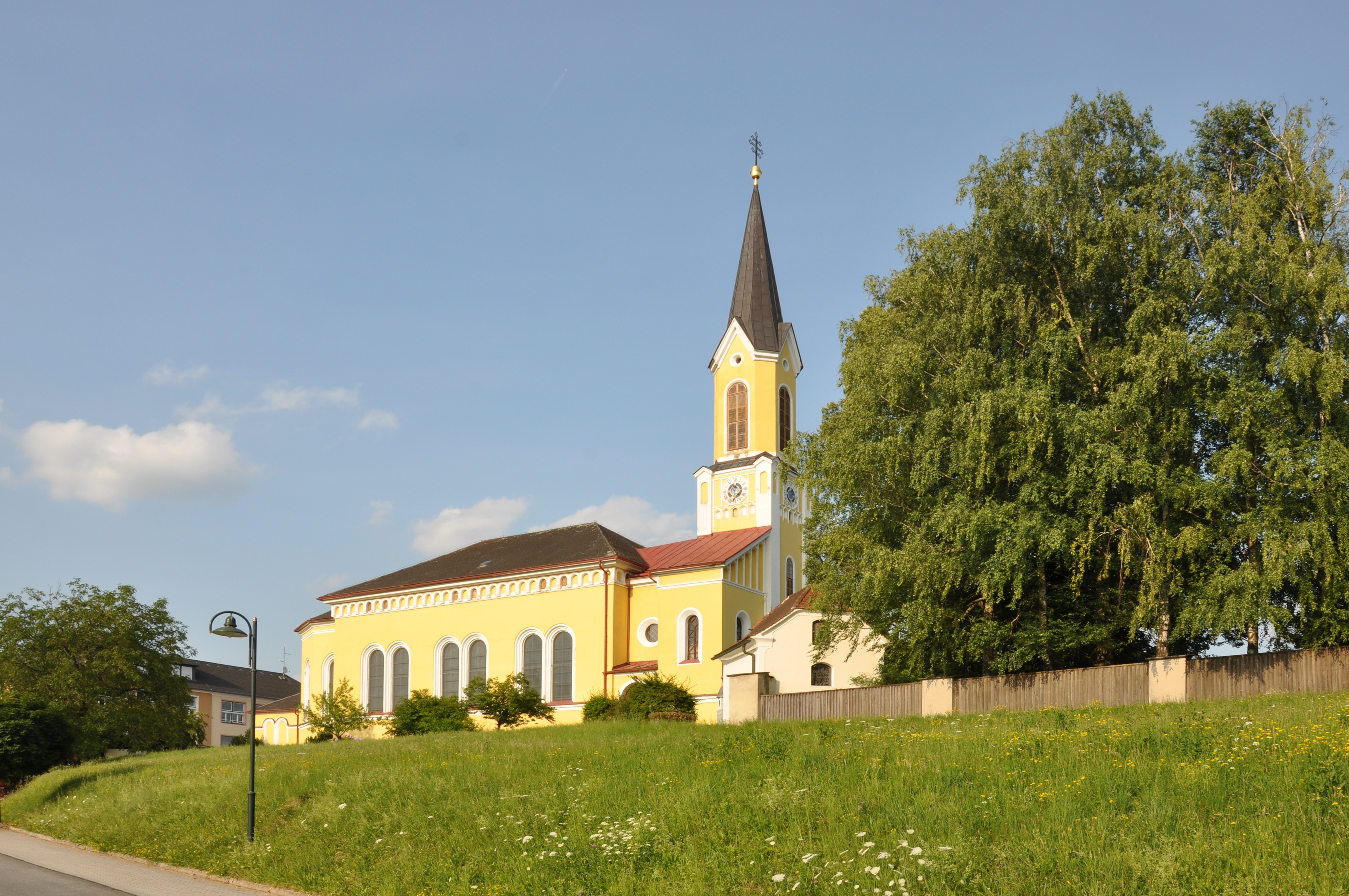
Die Pfarrkirche im Juli 2013

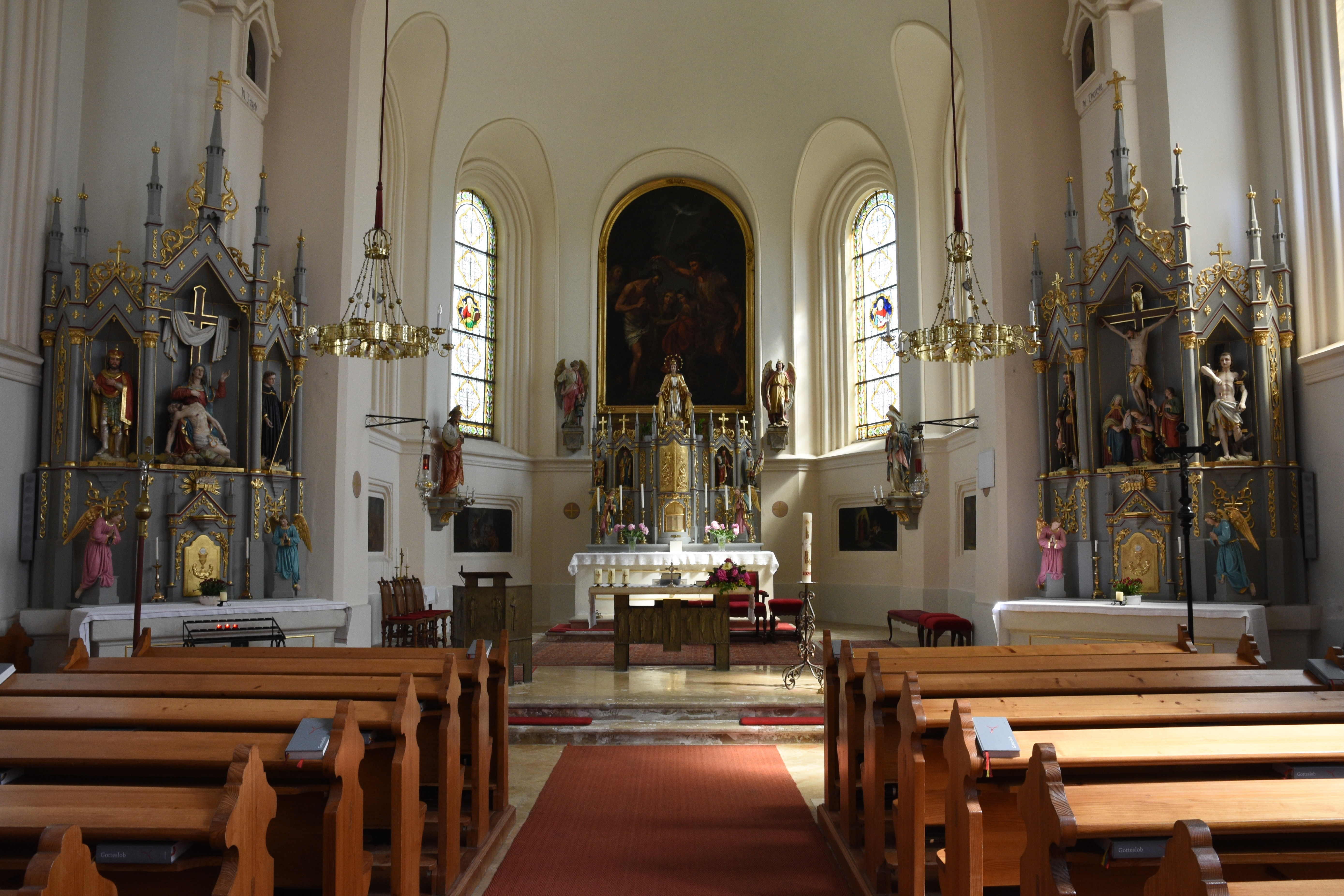
Innenansicht der Pfarrkirche

Die Kirche hl. Johannes der Täufer ist die römisch-katholische Pfarrkirche des Ortes Sankt Johann ob Hohenburg der Gemeinde Söding-Sankt Johann in der Weststeiermark. Ihre Geschichte führt bis in das Ende des 13. Jahrhunderts zurück.

## Geschichte
Erstmals urkundlich erwähnt ist die Kirche als Pfarre „St. Johannes unter Krembs“ im Jahr 1292. Im 16. Jahrhundert kam die verfallene Kirche als Filiale zur Pfarre Mooskirchen. Durch Bestrebungen der Freiherren von Jell und der Freiherren von Moll wurde die Kirche auf dem Schloss Hohenburg wieder hergestellt und ein Seelsorger bestellt. Seit dem 16. April 1697 war Sankt Johann wieder eine eigenständige Pfarre.
Im Jahr 1844 war die Pfarrkirche so baufällig, dass sie gesperrt und im Jahr 1848 abgerissen werden musste. Der Kirchenneubau wurde am 16. August 1849 begonnen und am 21. Juli 1850 gesegnet. Die Konsekration vollzog am 3. September 1860 Fürstbischof Ottokar Maria von Attems. Im Jahr 1988 wurde die Kirche außen und innen renoviert.

## Beschreibung

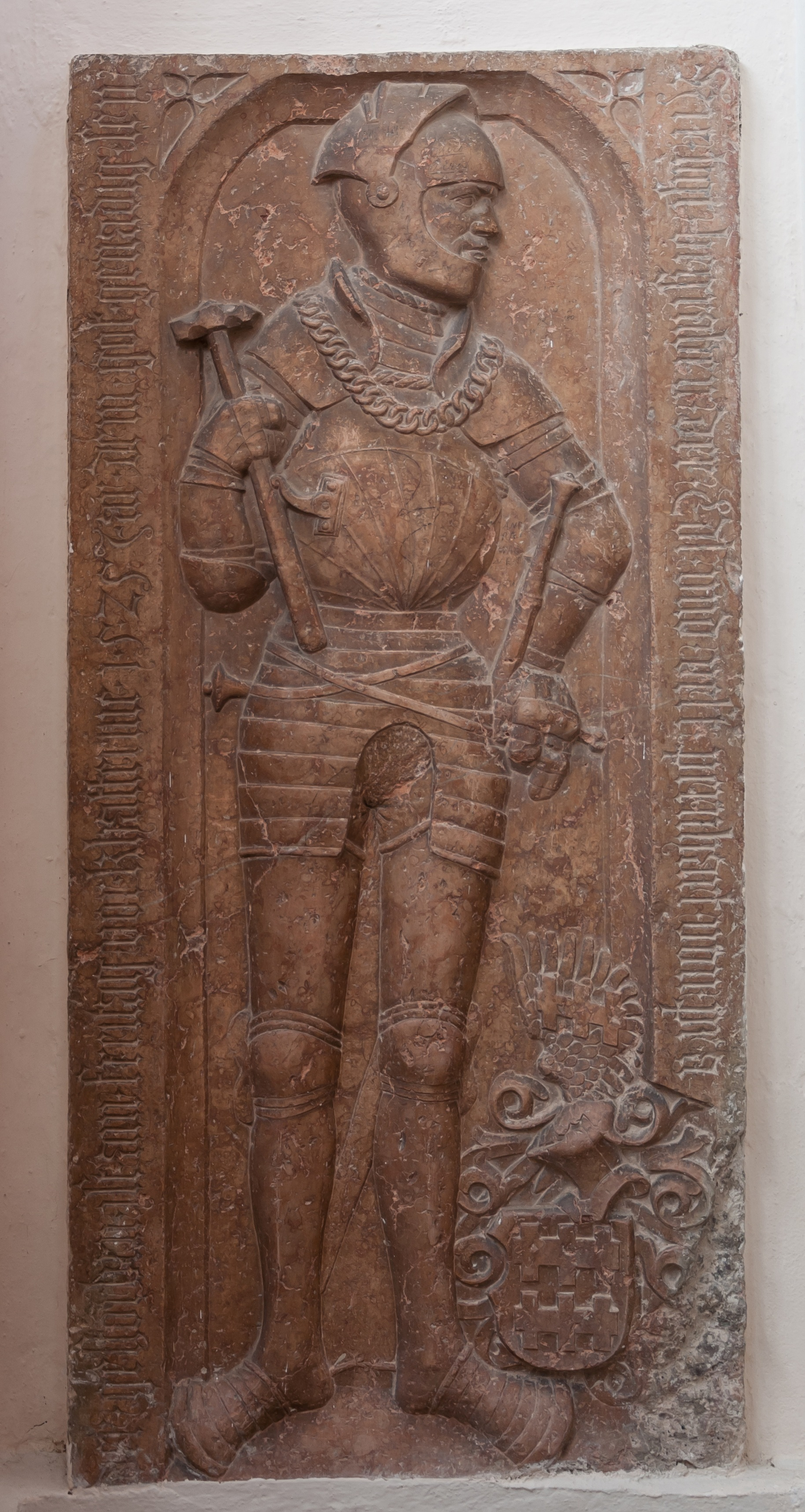
Grabstein des Pernhart von Pranckh in der Eingangsvorhalle

Die nach Norden orientierte Kirche wurde nach einem Entwurf von Carl Schaumburg in historisierenden Renaissanceformen durch den Baumeister Karl Ohmeyer errichtet. Der schlanke Kirchturm ist 45,2 Meter hoch und befindet sich an der südlichen Fassade. Im Turm hängen vier Glocken.
Die neogitsche Inneneinrichtung wie die Altäre, das Taufbecken sowie die Kanzel stammen aus der Zeit zwischen 1870 und 1872 und wurde von Franz Kelz gestaltet. Das vom Wiener Maler Uiz angefertigte Altarbild auf dem Hochaltar zeigt die Taufe Jesu und ist eine Kopie eines Bildnisses des Malers Guide Reni. Unter dem Chor befindet sich eine kleine Kapelle, in welcher ein noch aus der alten Kirche stammender Altar steht. An der Mensa des Hochaltares sind einige, aus dem 17. und 18. Jahrhundert stammende Grabsteine eingemauert, welche ebenfalls aus der Vorgängerkirche hierher übertragen worden sind. In der westlichen Eingangsvorhalle befindet sich der ganzfigurige Grabstein aus Rotmarmor des 1525 verstorbenen Pernhart von Pranckh, welcher ihn in voller Rüstung zeigt.
In der Kirche hängen mehrere von Franz Nagler gemalte Bilder. Die Krippenfiguren wurden Anfang der 1970er Jahre vom weststeirischen Bildhauer Alfred Schlosser geschaffen. Die Orgel aus 1992 wurde im historischen Gehäuse von Walcker-Mayer in Guntramsdorf gebaut.